# شطلو
شطلو هي قرية في مقاطعة بل دشت، إيران. يقدر عدد سكانها بـ 631 نسمة بحسب إحصاء 2016.